# Pleumeur-Gautier
Pleumeur-Gautier (tiếng Breton: Pleuveur-Gaoter) là một xã của tỉnh Côtes-d'Armor, thuộc vùng Bretagne, tây bắc Pháp.

## Dân số
Người dân ở Pleumeur-Gautier được gọi là Pleumeuriens.